# 4 de julio
El 4 de julio es el 185.º (centésimo octogésimo quinto) día del año en el calendario gregoriano y el 186.º en los años bisiestos. Quedan 180 días para finalizar el año.

## Acontecimientos
- 362 a. C.: en el centro de la península del Peloponeso, los tebanos, liderados por Epaminondas, derrotan a los espartanos en la batalla de Mantinea.
- 414: el emperador Teodosio II (13) le entrega el poder a su hermana mayor Aelia Pulqueria, quien reinará como regente y se proclama Augusta del Imperio romano de Oriente.
- 836: el Ducado de Benevento y el Ducado de Nápoles firman el tratado de paz Pactum Sicardi.
- 993: en Augsburgo (Alemania), la Iglesia católica realiza su primera canonización y proclama santo al obispo Ulrico de Augsburgo (890-973), fallecido veinte años antes.
- 1187: en la batalla de los Cuernos de Hattin, las tropas de Saladino, Sultán de Egipto, vencen a los ejércitos cruzados, dirigidos por el francés Guy de Lusignán (rey de Jerusalén). Termina la ocupación europea de Jerusalén.
- 1574: el capitán Luis de Fuentes y Vargas funda la Villa de San Bernardo de la Frontera de Tarixa (o Tarija), en lo que actualmente pertenece al sur de Bolivia.
- 1776: en Filadelfia (Pensilvania), los delegados de las 13 colonias británicas reunidos en el Congreso Continental aprueban la Declaración de la Independencia. Las colonias darán origen a Estados Unidos. (Véase Historia de la independencia de Estados Unidos).
- 1810: en Colombia, grito de independencia de Pamplona.
- 1811: en Chile se realiza el Primer Congreso Nacional, presidido por Juan Antonio Ovalle.
- 1818: en el río Queguay Chico (Uruguay) ―en el marco de la invasión luso-brasileña―, las fuerzas uruguayas de Fructuoso Rivera y de José Artigas vencen a los brasileños de Bento Manuel Ribeiro en la batalla del Queguay Chico.
- 1824: se establece la Constitución de la Provincias Unidas del Centro de América.
- 1831: en Boston (Estados Unidos), Samuel Francis Smith escribe "My Country, 'Tis of Thee" para las fiestas de la independencia.
- 1832: en la actual Argentina, la provincia de Salta adhiere al Pacto Federal.
- 1851: en Chile se inaugura el ferrocarril entre Copiapó y Caldera. Fue el segundo tren de Sudamérica.
- 1855: en el distrito de Brooklyn (Nueva York) se publica la primera edición del poemario Leaves of Grass, de Walt Whitman.
- 1862: Lewis Carroll le cuenta a Alice Liddell un cuento que más tarde se convertirá en Las aventuras de Alicia en el País de las Maravillas.

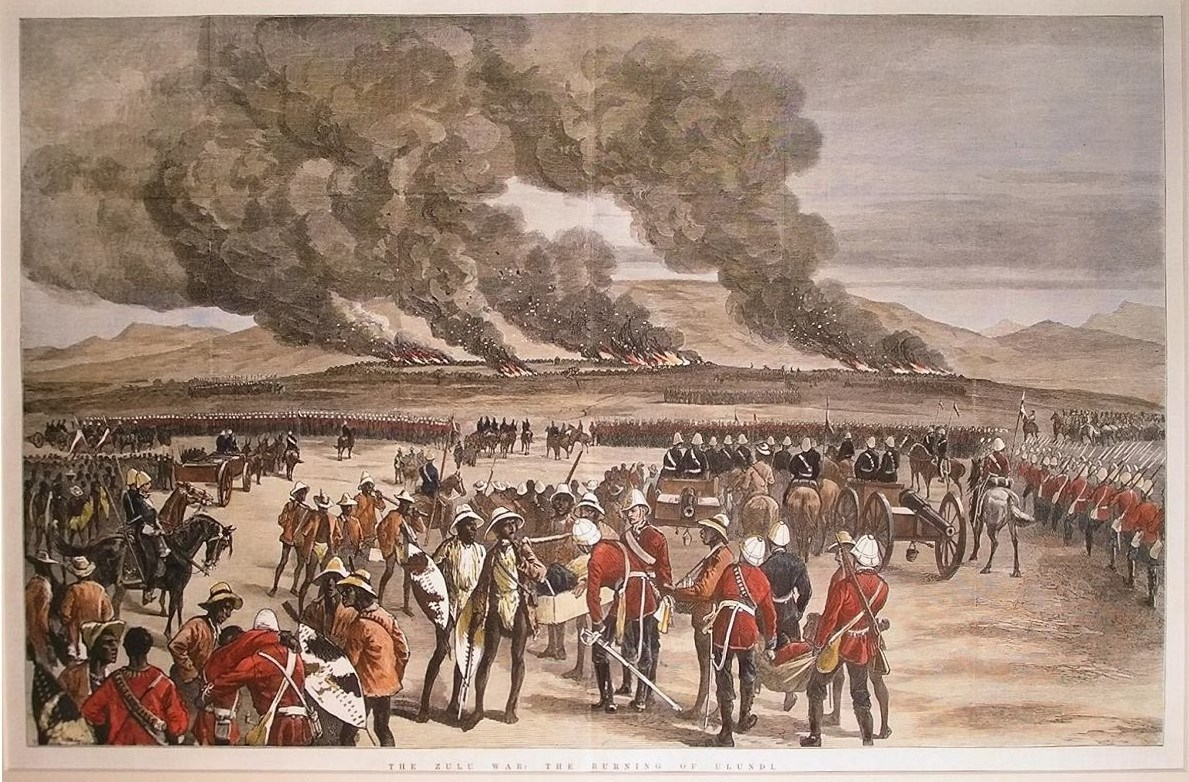
La destrucción de Ulundi.

- 1879: Ulundi (capital de Zululandia) es capturada e incendiada por las tropas británicas. El rey Cetshwayo huye, y termina la guerra anglo-zulú.
- 1881: en Alabama (Estados Unidos) se abre el Instituto Tuskegee, donde se realizará el experimento Tuskegee.
- 1886: el Gobierno de Francia ofrece la Estatua de la Libertad al pueblo de Estados Unidos.
- 1903: termina oficialmente la guerra filipino-estadounidense, dejando un saldo de más de un millón de hombres, mujeres y niños filipinos muertos.
- 1903: la británica Dorothy Levitt es la primera mujer que compite en una carrera de automóviles.
- 1904: en Asunción del Paraguay se funda el colegio católico privado San José.
- 1906: en la ciudad de Oruro (Bolivia) se crea la Escuela de Minas, posteriormente conocida como Facultad Nacional de Ingeniería.
- 1910: en Reno (Estados Unidos) el boxeador afroestadounidense Jack Johnson noquea al boxeador supremacista blanco Jim Jeffries, lo que dispara una serie de atentados en todo el país; mueren unas 20 personas afroamericanas, y cientos resultan heridas.
- 1911: en el noreste de Estados Unidos sucede una ola de calor, con picos de 41 °C (el récord histórico hasta la actualidad). En once días morirán 380 personas (solo en la ciudad de Nueva York murieron 146 personas y 600 caballos).
- 1912: en Argentina se institucionaliza el Movimiento Scout.
- 1918: en el Imperio otomano el sultán Mehmed VI asciende el trono.
- 1946: Filipinas se independiza de Estados Unidos.
- 1946: Primer vuelo del prototipo I.Ae. 24 Calquín (“Águila Real” en lengua mapuche), bimotor de ataque y bombardeo liviano, construido totalmente con madera argentina en la Fábrica Militar Aviones. Piloto: capitán Edmundo Osvaldo Weiss.
- 1947: Llegan en cajones por vía marítima al puerto de Buenos Aires, los primeros seis cazas de reacción Gloster Meteor. La Fuerza Aérea Argentina es la primera en incorporar este tipo de aviones en Sudamérica.
- 1960: Hawái se convierte en territorio de Estados Unidos.
- 1961: en la aldea de Pacheco, cerca del municipio cubano de Manatí (provincia de Las Tunas), un grupo de «bandidos» cubanos liderados por el terrorista Pablo Tuto Pupo Cruz ―en el marco de los ataques terroristas organizados por la CIA estadounidense― asesinan al miliciano Lorenzo Dalis Negret.[1]
- 1961: en París, el historietista belga Hergé prepublica el libro Las joyas de la Castafiore.
- 1961: en Langreo (España) nace el club Unión Popular de Langreo tras fusionarse el Racing de Sama con el Círculo Popular de La Felguera.
- 1973: la Comunidad del Caribe es fundada.
- 1976: en el aeropuerto de Entebbe, cerca de Kampala (Uganda), las Fuerzas de Defensa de Israel realizan la Operación Entebbe, en la que matan a cuatro terroristas palestinos que mantenían a 105 rehenes israelíes.
- 1976: en Buenos Aires (Argentina), la dictadura de Videla asesina a tres sacerdotes y dos seminaristas palotinos.
- 1987: en Francia, un tribunal condena a cadena perpetua a Klaus Barbie (el Carnicero de Lyon, principal de la Gestapo) por crímenes contra la humanidad.
- 1991: en Colombia, la Asamblea Nacional Constituyente promulga la nueva Constitución.
- 1994: España sufre una ola de calor. Murcia registra 47,2 °C de temperatura máxima, la más alta registrada en las capitales de provincia españolas. Récord también en Alicante con 41,4 °C.
- 1996: en Los Ángeles (Estados Unidos), el informático indio Sabir Bhatia (27) lanza el sitio web Hotmail.com, el primer correo electrónico gratuito. Un año y medio después (el 31 de diciembre de 1997) lo venderá a la empresa Microsoft por 400 millones de dólares estadounidenses.
- 1997: la sonda espacial Mars Pathfinder de la NASA toma contacto con la superficie de Marte.
- 1997: el concejo de Bimenes (España) es el primero que declara la oficialidad de la lengua asturiana dentro de su territorio, originando una reacción en cadena entre varios municipios asturianos.
- 1997: en Colombia se promulga la Ley de la Juventud (ley 375 del 4 de julio de 1997) y se declara este como el Día Nacional de Juventud.
- 1999: Se inicia la transmisión Canal N en televisión peruano.
- 2001: enfrentamientos armados en la cárcel La Modelo de Bogotá, Colombia. 10 muertos y 15 heridos.
- 2003: Hilmar Örn Hilmarsson es ordenado en una ceremonia formal como allsherjargoði del Ásatrúarfélagið.
- 2004: la selección griega de fútbol gana su primera Eurocopa en el Estádio da Luz de Lisboa, derrotando en la final a los anfitriones por 0-1.
- 2006: Corea del Norte hace pruebas con misiles de largo y mediano alcance que despiertan alarma en la comunidad internacional.[2]
- 2006: la misión STS-121 del transbordador espacial Discovery despega con éxito desde Cabo Cañaveral (Florida).
- 2007: la Wikipedia en español llega a su artículo número 250 000.
- 2007: la ciudad rusa de Sochi es seleccionada como sede de los Juegos Olímpicos de Invierno de 2014.
- 2007: Primera aviadora militar argentina egresada de la Escuela de Aviación Militar. La alférez Débora Pontecorvo recibe el brevet de Aviador Militar y se convierte en la primera mujer egresada de la Escuela de Aviación Militar que lo obtiene.
- 2009: en la ciudad de Panamá sucede un terremoto de magnitud 7,3 en la escala sismológica de Richter.
- 2012: la CERN (Organización Europea para la Investigación Nuclear) hace público el descubrimiento de una nueva partícula subatómica que confirma con más de un 99.99 % de probabilidad la existencia del bosón de Higgs.
- 2015: En Nukualofa, Tonga, Tupou VI es coronado rey.
- 2015: La selección de fútbol de Chile gana la Copa América por primera vez en su historia, al derrotar por penales a Argentina.
- 2016: en España, se retira de la carrera de entrenador el marqués Vicente del Bosque en la selección de fútbol de su país.
- 2021: en Chile, la Convención Constitucional inicia sus labores, siendo la primera instancia democrática para la creación de un proyecto de Constitución en la historia del país.
- 2022: en Chile, la Convención Constitucional termina sus labores y entrega la propuesta de la nueva constitución

## Nacimientos
- 1330: Ashikaga Yoshiakira, shogun japonés (f. 1367).
- 1523: Pier Francesco Orsini, condotiero italiano (f. 1583).
- 1546: Murad III, sultán otomano (f. 1595).
- 1601: Giovan Carlo de Médici, cardenal y aristócrata italiano (f. 1663).
- 1744: Samuel Gottlieb Gmelin, médico, botánico y explorador alemán (f. 1774).
- 1753: Jean Pierre Blanchard, inventor francés  (f. 1809).
- 1768: Carl August von Eschenmayer, médico y filósofo alemán (f. 1852).
- 1790: George Everest, geógrafo y topógrafo galés (f. 1866).
- 1795: Karl Eduard von Eichwald, botánico ruso (f. 1865).
- 1799: Óscar I, rey sueco entre 1844 y 1859 (f. 1859).
- 1802: Laureano Pineda, político nicaragüense, director supremo en dos oportunidades (f. 1853).
- 1804: Nathaniel Hawthorne, escritor estadounidense (f. 1864).
- 1807: Giuseppe Garibaldi, patriota italiano (f. 1882).
- 1816: Laureano Figuerola, político y economista español (f. 1903).
- 1824: Laureano Pérez Arcas, zoólogo y entomólogo español (f. 1894).
- 1826: Stephen Foster, cantautor estadounidense (f. 1864).
- 1842: Hermann Cohen, filósofo alemán (f. 1918).
- 1854: Víctor Babes, biólogo rumano (f. 1926).
- 1868: Henrietta Swan Leavitt, astrónoma estadounidense (f. 1921).
- 1872: Calvin Coolidge, político estadounidense, presidente de los Estados Unidos entre 1923 y 1929 (f. 1933).
- 1880: Victor Kraft, filósofo austríaco del Círculo de Viena (f. 1975).
- 1882: Maud McCarthy (Omananda Puri), violinista británica (f. 1967).
- 1882: Louis B. Mayer, cineasta y productor ruso (f. 1957).
- 1883: Rube Goldberg, ilustrador e historietista estadounidense (f. 1970).
- 1889: Roberto Gómez Pérez, político chileno (f. 1956).
- 1891: Josephine Joseph, artista del circo (f. 1966).
- 1895: Esteban Laureano Maradona, médico, naturalista y filántropo argentino (f. 1995).
- 1896: Mao Dun, escritor chino (f. 1981).
- 1899: Benjamin Péret, escritor francés (f. 1959).
- 1899: Pedro Nel Gómez, artista colombiano (f. 1984)
- 1902: Meyer Lansky, mafioso judío-estadounidense (f. 1983).
- 1907: Gordon Griffith, asistente de dirección, productor de cine y actor estadounidense (f. 1958).
- 1910: Gloria Stuart, actriz estadounidense (f. 2010).
- 1911: Mitch Miller, músico estadounidense (f. 2010).
- 1914: Roberto Escalada, actor argentino (f. 1986).
- 1917: Manolete, torero español (f. 1947).
- 1918: Taufa'ahau Tupou IV, rey tongano (f. 2006).
- 1918: Johnnie Parsons, piloto de automovilismo estadounidense (f. 1984).
- 1921: Gérard Debreu, economista francés (f. 2004).
- 1921: Tibor Varga, violinista y director de orquesta húngaro (f. 2003)
- 1922: Margarita García Flores, abogada, política y activista mexicana (f. 2009).
- 1922: Guillaume Cornelis van Beverloo, pintor y grabador neerlandés (f. 2010).
- 1923: Bernard Loomis, desarrollador juguetero estadounidense (f. 2006).
- 1924: Eva Marie Saint, actriz estadounidense.
- 1924: Delia Fiallo, escritora de telenovelas cubana (f. 2021).
- 1925: Cathy Berberian, cantautora estadounidense (f. 1983).
- 1926: Alfredo Di Stéfano, jugador y entrenador de fútbol hispano-argentino (f. 2014).
- 1927: Gina Lollobrigida, actriz italiana (f. 2023).
- 1927: Watts Humphrey, informático estadounidense (f. 2010).
- 1927: Neil Simon, escritor, productor y guionista estadounidense (f. 2018).
- 1928: Giampiero Boniperti, futbolista y directivo italiano (f. 2021).
- 1928: Eugenia Viteri, escritora, novelista, antóloga y profesora ecuatoriana (f. 2023).
- 1929: Darío Castrillón Hoyos, arzobispo colombiano (f. 2018).
- 1930: Mohamed Demagh, escultor argelino (f. 2018).
- 1930: Carlos Ardila Lülle, empresario colombiano (f. 2021).
- 1931: Stephen Boyd, actor británico (f. 1977).
- 1931: Sébastien Japrisot, cineasta francés (f. 2003).
- 1933: La Prieta Linda, cantante y actriz mexicana (f. 2021).
- 1934: Carmen Santonja, cantante y compositora española, del dúo Vainica Doble (f. 2000).
- 1935: Dunav Kuzmanich, cineasta, guionista y libretista chileno radicado en Colombia (f. 2008).
- 1935: Manuel Summers, cineasta español (f. 1993).
- 1935: Narciso Ibáñez Serrador, director teatral español (f. 2019).
- 1935: Song Gisuk, novelista y ensayista  coreano (f. 2021).
- 1937: Sonja Haraldsen, aristócrata noruega.
- 1938: Bill Withers, cantante estadounidense (f. 2020).
- 1940: Miguel Ángel Estrella, pianista y activista argentino de los Derechos Humanos (f. 2022).
- 1940: Karolyn Grimes, actriz estadounidense.
- 1941: Hugo Henríquez, cantante ecuatoriano (f. 2012).
- 1941: Sergio Oliva, culturista cubano (f. 2012).
- 1943: Alan Christie Wilson, cantante estadounidense, de la banda Canned Head (f. 1970).
- 1948: René Arnoux, piloto francés de Fórmula 1.
- 1949: Pedro Antonio Martín Marín, político y empresario español.
- 1949: Horst Seehofer, político alemán, ministro presidente de Baviera.
- 1952: Álvaro Uribe, político colombiano, presidente de Colombia entre 2002 y 2010.
- 1952: John Waite, cantante y músico británico de rock, particularmente exitoso en la década de los 80's.
- 1954: Marta Lucía Ramírez, política colombiana, vicepresidenta de Colombia entre 2018 y 2022.
- 1954: Adriana Franco, actriz de teatro y televisión colombiana.
- 1959: Victoria Abril, actriz española.
- 1960: Roland Ratzenberger, piloto austriaco de automovilismo (f. 1994).
- 1961: Ana Acosta, actriz y humorista argentina.
- 1961: Richard Garriott, diseñador de videojuegos.
- 1963: Ute Lemper, cantante alemana.
- 1965: Horace Grant, baloncestista estadounidense.
- 1966: Adrian Caldwell, baloncestista estadounidense.
- 1967: Vinicio Castilla, beisbolista mexicano.
- 1968ː Gürsediin Saikhanbayar, político mongol y ministro de Defensa de Mongolia desde 2020
- 1969: Martin Schmidt, judoca alemán.
- 1969: Elena Arzak, cocinera española.
- 1970: Alberto Ardines, batería español, de las bandas Avalanch y Sauze.
- 1970: Tony Vidmar, futbolista australiano.
- 1971: Koko, gorila adiestrada para comunicarse con señas (f. 2018).
- 1972: Nina Badrić, cantante de pop croata, representante de Croacia en Eurovisión 2012.
- 1972: Marcel Curuchet, músico uruguayo, de la banda No Te Va Gustar (f. 2012).
- 1972: Alexéi Shírov, ajedrecista letón.
- 1973: Jan Magnussen, piloto de automovilismo danés.
- 1973: Ana María Orozco, actriz colombiana.
- 1973: Tony Popovic, futbolista australiano.
- 1974: Adrian Griffin, baloncestista estadounidense.
- 1975: Tania Davis, violista australiana, de la banda Bond.
- 1975: Milan Osterc, futbolista esloveno.
- 1976: Daijirō Katō, piloto de motociclismo japonés (f. 2003).
- 1977: Marian Velicu, boxeador rumano (f. 2024).
- 1978: Emile Mpenza, futbolista belga.
- 1978: Becki Newton, actriz estadounidense.
- 1979: Renny Vega, futbolista venezolano.
- 1979: Anthony Basso, futbolista francés (f. 2025).
- 1980: Marc Lieb, piloto de automovilismo alemán.
- 1980: Rafael Evans, actor, productor, director, promotor cultural y activista mexicano (f. 2023).
- 1980:Don Pollo,influencer dominicano.
- 1981: Christoph Preuß, futbolista alemán.
- 1982: Vladímir Gúsev, ciclista ruso.
- 1982: Hannah Harper, actriz porno británica.
- 1982: Antonio Reguero, futbolista español.
- 1983: Miguel Ángel Muñoz, actor español.
- 1983: Miguel Pinto, futbolista chileno.
- 1983: Josep Masachs, balonmanista español.
- 1984: Jazmín De Grazia, modelo argentina (f. 2012).
- 1985: Wason Rentería, futbolista colombiano.
- 1985: Goran Antić, futbolista suizo.
- 1985: Josu Hernáez, futbolista español.
- 1986: Alan Loras, futbolista boliviano.
- 1987: Corinna Kuhnle, piragüista austríaca.
- 1987: José Carlos Pérez, futbolista costarricense.
- 1987: Chris James, futbolista neozelandés.
- 1987: Guram Kashia, futbolista georgiano.
- 1988: Angelique Boyer, actriz y modelo francomexicana.
- 1988: Marta Unzué, futbolista española.
- 1988: Bayron Méndez, futbolista hondureño.
- 1988: Wilson Romero, futbolista hondureño.
- 1988: Bárbara Micheline do Monte Barbosa, futbolista brasileña.
- 1988: Gert Dockx, ciclista belga.
- 1989: Benjamin Hübner, futbolista alemán.
- 1989: Ignacio Fideleff, futbolista argentino.
- 1990: Fredo Santana, rapero estadounidense (f. 2018).
- 1990: Gabriel Pimba, futbolista brasileño.
- 1991: Irene Paredes, futbolista española.
- 1991: Dries De Bondt, ciclista belga.
- 1992: Óscar y Ángel Romero Villamayor, futbolistas paraguayos.
- 1992: Jerrel Britto, futbolista trinitense.
- 1992: Omgba, futbolista camerunés.
- 1993: Elvis Stuglis, futbolista letón.
- 1993: Ovidijus Verbickas, futbolista lituano.
- 1994: Era Istrefi, cantante kosovar.
- 1994: Fede Vico, futbolista español.
- 1995: Post Malone, rapero estadounidense.
- 1995: Daley Sinkgraven, futbolista neerlandés.
- 1995: Schiandra González, futbolista panameña.
- 1995: Ronny Santos, futbolista ecuatoriano.
- 1995: Jason Dickinson, jugador de hockey sobre hielo canadiense.
- 1996: Justine Braisaz-Bouchet, biatleta francesa.
- 1996: Daulton Hommes, baloncestista estadounidense.
- 1997: Estrella Torres, cantante y empresaria peruana.
- 1997: Vincent Marchetti, futbolista francés.
- 1997: Daniela Nieves, actriz estadounidense.
- 1997: Kyrian Nwoko, futbolista nigeriano.
- 1997: Chirag Shetty, jugador de bádminton indio.
- 1997: Abiba Abuzhakynova, yudoca kazaja.
- 1997: Daniel Fuzato, futbolista brasileño.
- 1997: Juan Izquierdo Viana, futbolista uruguayo (f. 2024).
- 1998: Aiden O'Neill, futbolista australiano.
- 1998: Erdon Daci, futbolista macedonio.
- 1998: Nahuel Bustos, futbolista argentino.
- 1999: Moa Kikuchi, idol japonesa, de la banda Baby Metal.
- 1999: Lucas Silva Melo, futbolista brasileño.
- 1999: Leopold Wahlstedt, futbolista sueco.
- 1999: Raúl Rubio, futbolista español.
- 1999: Agnese Bonfantini, futbolista italiana.
- 2008: Princesa Rayet Al Noor bint Al Hashim, aristócrata jordana.
- 2000: Camila García Echeverría, futbolista colombiana.
- 2000: Sergio Castellanos, actor español.
- 2000: Hinata Kida, futbolista japonés.
- 2000: Rikako Ikee, nadadora japonesa.
- 2000: Brendon Smith, nadador australiano.
- 2000: Lin Xintong, nadadora china.
- 2000: Javier Mecerreyes, futbolista español.
- 2000: Joe Gauci, futbolista australiano.
- 2001: Ronaldo Webster, futbolista jamaicano.
- 2001: Alan Varela, futbolista argentino.
- 2001: Alcides Díaz, futbolista panameño.
- 2002: Murillo Santiago Costa dos Santos, futbolista brasileño.
- 2002: Saïdou Sow, futbolista guineano.
- 2002: Davide Costanzo, futbolista italiano.
- 2003: Polina Bogusevich, cantante rusa.
- 2003: Luckas Carreño, futbolista chileno.

## Fallecimientos
- 907: Leopoldo de Baviera, margrave de Carintia (n. ¿?).
- 943: Wang Geon, emperador coreano entre 918 y 943 (n. 877)
- 1187: Reinaldo de Châtillon, caballero cruzado francés (n. c. 1125).
- 1541: Pedro de Alvarado, conquistador español del Imperio azteca (n. 1485).
- 1577: Rodrigo de la Haya, escultor español (n. c. 1520).
- 1580: Santos de Aliseda, compositor español (n. ????).
- 1710: Pablo Presbere, rey indígena costarricense (n. c. 1670).
- 1761: Samuel Richardson, escritor británico (n. 1689).
- 1780: Carlos Alejandro de Lorena, general austríaco (n. 1712).
- 1815: Eberhard August Wilhelm von Zimmermann, zoólogo y filósofo alemán (n. 1743).
- 1826: John Adams,  político estadounidense, presidente de los Estados Unidos entre 1797 y 1801 (n. 1735).
- 1826: Thomas Jefferson, político estadounidense, presidente de los Estados Unidos entre 1801 y 1809 (n. 1743).
- 1831: James Monroe, político estadounidense, presidente de los Estados Unidos entre 1817 y 1825 (n. 1758).
- 1848: François-René de Chateaubriand, escritor y diplomático francés (n. 1768).
- 1861: Francisco del Rosario Sánchez, abogado, político y activista dominicano (n. 1817).
- 1866: Casiano del Prado, ingeniero y geólogo español (n. 1797).
- 1869: Jean René Constant Quoy, naturista y zoólogo francés (n. 1790).
- 1886: Pîhtokahanapiwiyin, jefe indígena canadiense (n. 1842).
- 1891: Hannibal Hamlin, vicepresidente estadounidense (n. 1809).
- 1892: Luis Martos y Potestad, militar y político conservador español (n. 1825).
- 1902: Swami Vivekananda, religioso indio (n. 1863).
- 1905: Élisée Reclus, geógrafo y anarquista francés (n. 1830).
- 1910: Giovanni Schiaparelli, astrónomo italiano (n. 1835).
- 1911: José Espasa Anguera, editor español (n. 1840)
- 1922: Lothar von Richthofen, piloto alemán (n. 1894).
- 1925: Pier Giorgio Frassati, laico católico y montañista italiano (n. 1901).
- 1931: Manuel Filiberto, aristócrata italiano (n. 1869).
- 1934: Jaim Najman Biálik, poeta y traductor israelí (n. 1873).
- 1934: Marie Curie, científica polaca, premio Nobel de Química (n. 1867).
- 1938: Suzanne Lenglen, tenista francesa (n. 1899).
- 1941: Stepán Suprún, aviador militar soviético (n. 1907).
- 1943: Władysław Sikorski, militar y político polaco (n. 1881).
- 1948: Monteiro Lobato, escritor brasileño (n. 1882).
- 1958: Fernando de Fuentes, cineasta mexicano (n. 1894).
- 1965: Arturo Mundet, empresario español radicado en México (n. 1879)
- 1966: Félix Fernández, actor español (n. 1897).
- 1970: Barnett Newman, pintor estadounidense (n. 1905).
- 1971: Ernesto Cucchiaroni, futbolista argentino (n. 1927).[3]
- 1971: Enzo Domestico Kabregu, pintor italo-uruguayo (n. 1906).
- 1971: August Derleth, escritor estadounidense (n. 1909).
- 1973: Luis Falcini, escultor argentino (n. 1889).
- 1974: Mariano Iberico, filósofo peruano (n. 1892).
- 1976: Dora Bloch (75), rehén judía británica, asesinada por Idi Amin debido al rescate en Entebbe (n. 1901).
- 1976: Ida Borochovitch (56), Jean-Jacques Maimoni (19) y Pasco Cohen (52), rehenes israelíes.
- 1976: Yonatán Netanyahu (30), militar israelí, durante el rescate en Entebbe (n. 1946).
- 1976: Juan Rejano, poeta español (n. 1903).
- 1980: Pedro Vallana, futbolista español (n. 1897).
- 1982: Antonio Guzmán Fernández, agrónomo, empresario, político y presidente dominicano entre 1978 y 1982 (n. 1911).
- 1986: Paul-Gilbert Langevin, musicólogo, crítico musical y físico francés (n. 1933).
- 1992: Astor Piazzolla, bandoneonista y compositor argentino (n. 1921).
- 1993: Alston Householder, filósofo estadounidense (n. 1904).
- 1993: Lola Gaos, actriz española (n. 1921).
- 1994: Juan Gil-Albert, escritor español (n. 1904).
- 1995: Eva Gabor, actriz de origen húngaro (n. 1919).
- 1995: Irene Gutiérrez Caba, actriz española (n. 1930).
- 1995: Bob Ross, pintor y presentador de televisión estadounidense (n. 1942).
- 1995: Gilberto Bosques, diplomático mexicano (n. 1892).
- 1996: La Gorda Matosas (Haydée Luján Martínez), simpatizante del club de fútbol River Plate (n. 1923).
- 1997: Bengt Danielsson, explorador, antropólogo y escritor sueco (n. 1921).
- 1997: Miguel Najdorf, ajedrecista argentino (n. 1910).
- 1997: Amado Carrillo, narcotraficante mexicano (n. 1956).
- 1998: Peter Monteverdi, piloto de automovilismo suizo (n. 1934).
- 2001: Joan-Josep Tharrats, pintor, escultor y escritor español  (n. 1918).
- 2002: Benjamin Oliver Davis, general estadounidense (n. 1912).
- 2003: Barry White, músico estadounidense (n. 1944).
- 2003: André Claveau, cantante francés (n. 1911).
- 2005: Marga López, actriz mexicana de origen argentino (n. 1924).
- 2007: Osvaldo Romo, torturador chileno de la DINA (n. 1938).
- 2007: José Roberto Espinosa, cronista deportivo mexicano (n. 1948).
- 2008: Thomas M. Disch, escritor estadounidense (n. 1940).
- 2009: Steve McNair, jugador estadounidense de fútbol americano (n. 1973).
- 2009: Allen Klein, cazatalentos estadounidense (n. 1931).
- 2010: Mohamed Husein Fadlalá, ayatolá iraquí (n. 1935).
- 2011: Otón de Habsburgo-Lorena, príncipe austrohúngaro (n. 1912).
- 2014: Giorgio Faletti, cantante, actor y escritor italiano (n. 1950).
- 2014: Hanna von Hoerner, astrofísica alemana (n. 1942).
- 2015: Carlo de Gavardo, motociclista chileno de rally (n. 1970).
- 2016: Abbas Kiarostami, cineasta iraní (n. 1940).
- 2019: Arturo Fernández, actor español (n. 1929).
- 2022: Russell Stannard, físico británico (n. 1931).
- 2025: José Antonio García Belaúnde, diplomático y político peruano (n. 1948).

## Celebraciones

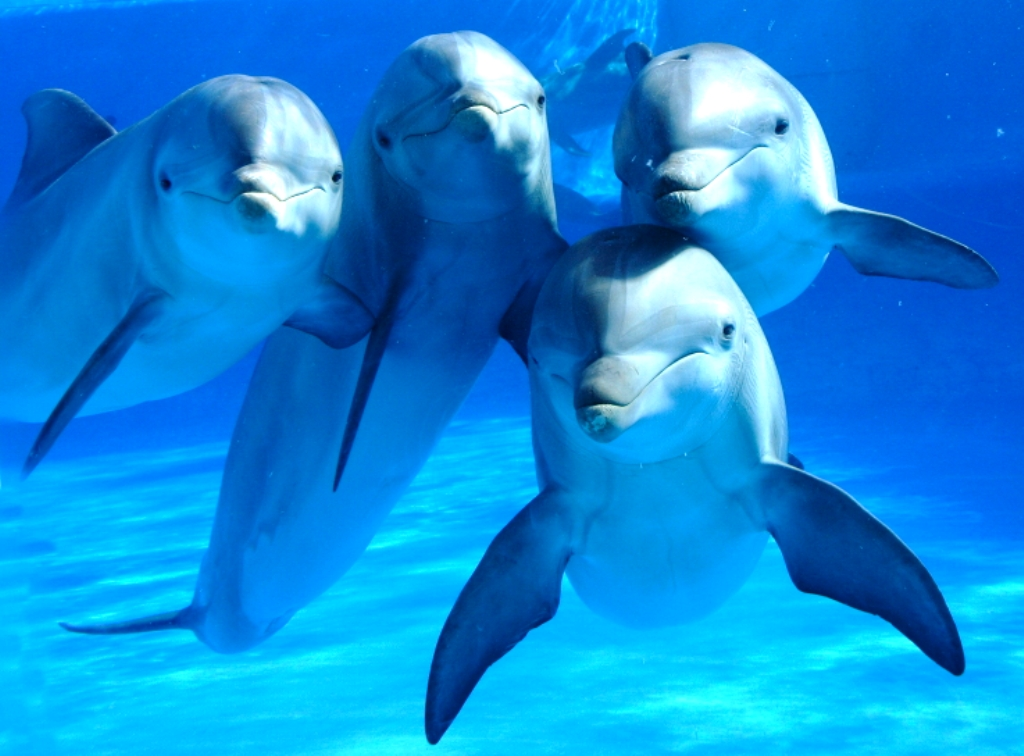
Día Mundial de los Delfines en Cautiverio.

- Día Mundial de los Delfines en Cautiverio.[4]
Celebración que busca concienciar sobre las condiciones de vida de los delfines en cautiverio y promover su liberación, el cierre de todos los delfinarios y protección en su hábitat natural.

- Día Mundial del e-book ó Libro Electrónico.[5][6]
Iniciativa que fomenta la lectura y la difusión libre de contenidos digitales, creada por iniciativa de OverDrive, Inc., una empresa líder a nivel mundial dedicada al préstamo de libros electrónicos.

 Por países
(Por orden alfabético)
- Argentina: 
  - Día del Médico Rural.
Nacimiento del Dr. Esteban Maradona.[7]
  - Día Nacional de la Convivencia y Pluralidad de las Expresiones Políticas.[8]
Conmemora el fraternal mensaje histórico de despedida al extinto presidente de la Nación General Juan Domingo Perón pronunciado por el Dr. Ricardo Balbín.[9]

- Bolivia: 
  -  Departamento de Tarija: 
    - Aniversario de la fundación de la Ciudad de Tarija.

- Colombia: 
  - Día del Dibujante.
  - Día Nacional de la Libertad Religiosa.
  - Día Nacional de la Juventud.

- Ecuador: 
  - Aniversario de la creación del Parque Nacional Galápagos, primera Área Protegida del Ecuador.[10]
Fecha de creación: 4 de julio de 1959 (66 años).

- El Salvador: 
  - Día del Químico Farmacéutico.

- Estados Unidos: 
  - Día de la Independencia.
(en inglés: Independence Day).
Fundación: 4 de julio de 1776 (249 años).
    -  Islas Marianas del Norte:
      - Día de la Liberación.
(en inglés: Liberation Day).

- Filipinas:
  - Día de la República.
(en inglés: Republic Day).

- Ruanda:
  - Día de la Liberación.
(en inglés: Liberation Day).

- Venezuela: 
  - Día del Arquitecto.

### Santoral católico

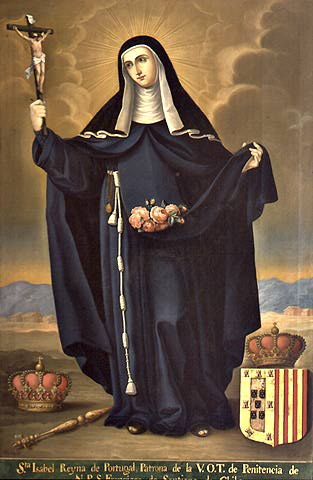
Santa Isabel de Portugal, Museo Colonial de San Francisco (Santiago, Chile)

Celebración del día: Santa Isabel de Portugal.
- San Andrés de Creta.[11]
- Santa Berta de Blangy.[11]
- San Cesidio Giacomantonio.[11]
- San Florencio de Cahors.[11]
- San Jocundiano, (mártir).[11]
- San Lauriano de Vatan.[11]
- San Nanfanión, (mártir).[11]
- San Udalrico de Augsburgo.[11]
- San Valentín de Langres.[11]
- Beata Catalina Jarrige.[11]
- Beato José Kowalski.[11]
- Beato Juan de Vespignano.[11]
- Beato Pedro Jorge Frassati.[11]

 Por países
(Por orden alfabético)
- México: 
  - Acámbaro, Guanajuato: Fiestas Patronales en honor a la Virgen Nuestra Señora del Refugio de los Pecadores.
  - (Solo si es domingo): Fiestas patronales en honor de nuestro señor del calvario en Tlacotepec de Benito Juárez.